# Język matbat
Język matbat, także me – język austronezyjski używany w prowincji Papua Zachodnia w Indonezji, na wyspach Misool i Segaf w grupie wysp Raja Ampat.
Według danych z 2001 r. posługuje się nim 1250 osób. Nie jest używany przez wszystkich członków społeczności. Do osłabienia jego pozycji przyczynia się obecność ludności napływowej w wielu wsiach.
Sami użytkownicy rozróżniają trzy obszary dialektalne: zachodni (Salafen, Aduwey), północno-wschodni (Atkiri, Lenmalas, Polle, Tomolol), południowo-wschodni (Mage, Kapacol). Serwis Ethnologue wyróżnia dwa dialekty: tomolol, magey.
Wykazuje wpływy leksykalne o podłożu papuaskim. Jest jednym z nielicznych tonalnych języków austronezyjskich. Przypuszcza się, że jego system tonalny to pozostałość po pierwotnym substracie językowym na wyspach Raja Ampat; pod tym względem przypomina papuaski język mpur z Ptasiej Głowy. Jednocześnie znaczna część jego słownictwa nie daje się sprowadzić do rdzeni austronezyjskich, co również sugeruje istnienie obcego substratu.